# Gustav Hedenvind-Eriksson

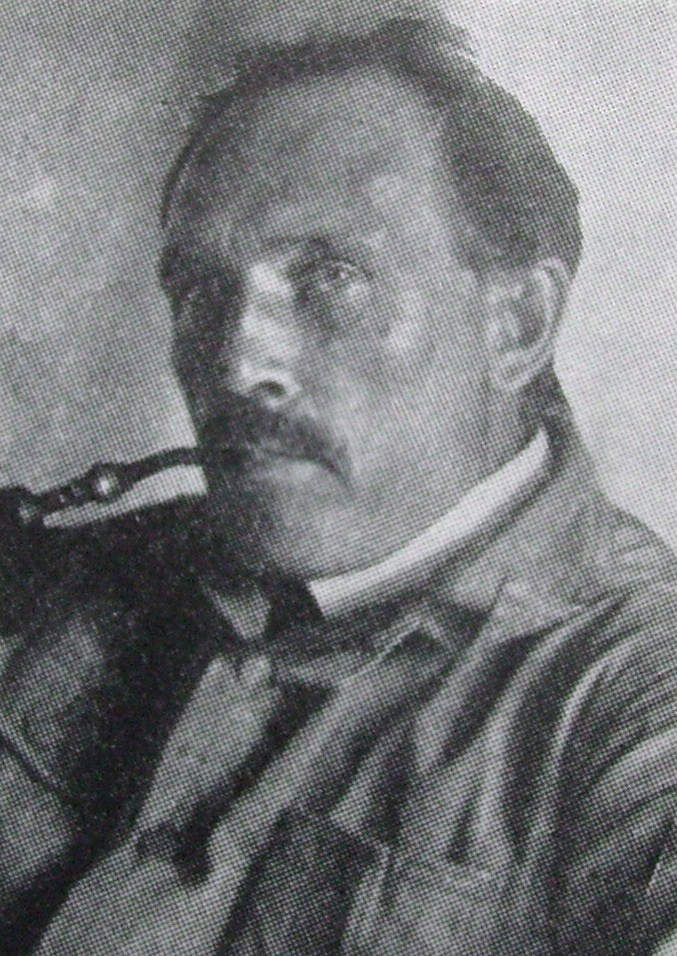
Gustav Hedenvind-Eriksson

Gustav Hedenvind-Eriksson (* 17. Mai 1880 in Alanäs socken; † 17. April 1967 in Stockholm) war ein schwedischer Schriftsteller.
In seinen Büchern beschreibt er seine Erfahrungen als Holzfäller, Bagger oder Segler. 1959 gewann er den Dobloug-Preis.
Zu seinem Andenken wurde die Hedenvind-Plakette, ein Literaturpreis, gestiftet.

## Werke
- Ur en fallen skog, 1910.
- Vid Eli vågor, 1914.
- Järnets gåta, 1921.
- På friköpt jord, 1930.